# Bjørg Eva Jensen
Bjørg Eva Jensen, född 15 februari 1960 i Larvik, är en norsk före detta skridskoåkare.
Jensen blev olympisk guldmedaljör på 3 000 meter vid vinterspelen 1980 i Lake Placid.